# Isaac Isaacsz
Isaac Isaacsz (født 1599 i Amsterdam, død 1649 sammesteds) var en hollandsk maler, og søn og elev af Pieter Isaacsz.
Isaacsz lærte malerfaget i Antwerpen og blev efter en rejse til Italien 1622 indskrevet i Antwerpens Lukasgilde. Foruden i Antwerpen virkede Isaacsz i Danmark, hjulpen frem af sin far. Af hans dekorative arbejder til et loft i Rosenborg kom Et fyrsteligt Gæstebud — et godt og virkningsfuldt arbejde i venetiansk stil — til kunstmuseet, et andet loftsbillede: Allegorien paa Øresund ses nu på Kronborg. Faeton’s Fald i Gaunø-Samling tilskrives Isaac Isaacsz. I stil sluttede han sig væsentlig til Rubens. Rijksmuseum i Amsterdam ejer hans Abimelech.